# Automeris chrisbrechlinianae
Automeris chrisbrechlinianae é uma espécie de mariposa do gênero Automeris, da família Saturniidae.
Sua ocorrência foi registrada no México.